# ISIDIS
Ne doit pas être confondu avec Isidis Planitia.
 (février 2009).
 (décembre 2012).
| Sigles de 2 caractères   |
| Sigles de 3 caractères   |
| Sigles de 4 caractères   |
| Sigles de 5 caractères   |
| ► Sigles de 6 caractères |
| Sigles de 7 caractères   |
| Sigles de 8 caractères   |

ISIDIS signifie Ingénierie des Systèmes Informatiques DIStribués.

## Définition
Il s'agit d'une formation supérieure de type master Sciences et Technologies délivrée notamment à l'Institut universitaire professionnalisé de Calais ou encore à l'université de Paris 12 (MASTER MIAGE). Cette formation s'appelait DESS ISIDIS avant la réforme LMD des universités.

## Niveau d'étude
Cette formation universitaire débute à Bac+4 et se termine à Bac+5 avec l'obtention du Master Sciences et Technologies mention Mathématiques et Sciences Pour l'Ingénieur spécialité Ingénierie des Systèmes Informatiques Distribués.

## Cible de la formation
Cette formation d'ingénieur généralistes en informatique est adaptée aux besoins grandissant des entreprises en matière d'informatique répartie.

## Liens
- Site officiel de la formation
- Emplois du temps
- Guide des études 2006-2007 (pdf)
- Guide des études 2007-2008 (pdf)
- MIAGE Paris 12